# Charles Marie Courboin
Charles Marie Courboin, né le 2 avril 1884 à Anvers et mort le 13 avril 1973 à Manhattan, est un virtuose de l'orgue belgo-américain qui a connu une grande popularité dans les années 1920. À cette époque, il est engagé par le magnat des grands magasins Rodman Wanamaker (aujourd'hui Macy's) pour superviser le deuxième agrandissement de l'orgue Wanamaker de Philadelphie. Il a ajouté les énormes sections de cordes et d'orchestre, portant l'orgue à 461 rangs et 28 482 tuyaux. Il a également été directeur de la musique de la Cathédrale St. Patrick, à New York, de 1943 jusqu'à sa retraite en 1968.

## Biographie

### Enfance et formation
Originaire d'Anvers, Charles M. Courboin a montré des aptitudes musicales dès son plus jeune âge, puisqu'il est capable de jouer des concertos et des symphonies à l'oreille. Il étudie le piano pendant cinq ans au conservatoire de sa ville natale et, à l'âge de 12 ans, il est nommé organiste au collège Notre-Dame. Il se concentre ensuite sur l'orgue, qu'il étudie auprès d'Alphonse Mailly au Conservatoire royal de Bruxelles. Il y remporte le Prix international d'orgue devant huit autres candidats. A peine âgé de 18 ans, il devient organiste à la Cathédrale d'Anvers.

### Emigration aux Etats-Unis
Courboin est venu aux États-Unis en 1904 pour servir comme organiste à l'église catholique romaine St. Paul à Oswego. Il avait été recommandé pour ce poste par le grand organiste et compositeur français Alexandre Guilmant qui y avait donné un récital à l'occasion de l'Exposition universelle de 1904. Cet instrument sera plus tard acheté par Wanamaker et constituera le noyau de l'orgue Wanamaker de Philadelphie. Courboin rencontre Alexander Russell, alors professeur d'orgue à l'Université de Syracuse, qui devint plus tard le directeur musical des magasins Wanamaker et le manager personnel de Courboin.
En 1915, Charles Marie Courboin devient organiste de la First Baptist Church, Syracuse New York, où il joue l'orgue Casavant Frères à quatre claviers, le plus grand instrument de l'État de New York en dehors de la ville centre. Cet orgue a ensuite été transféré au Jacoby Symphony Hall, Jacksonville par la Quimby Organ Company.
Courboin a été nommé, en 1918, organiste de la ville de Springfield où il joue sur un orgue Steere à quatre claviers.
Trois ans plus tard, Courboin quitte son poste à Syracuse pour assumer le rôle d'organiste de la Hickory Street Presbyterian Church à Scranton, où il joue sur un orgue Casavant, instrument auquel il a participé à la construction. Cette décision a été prise en partie pour faciliter les déplacements de Courboin de New York à Philadelphie pour ses nombreux concerts dans les magasins Wanamaker.
Charles Marie Courboin connaît un tournant majeur dans sa carrière en 1919 lorsqu'il a été choisi par le Dr Russell, avec Leopold Stokowski à la baguette de l'Orchestre de Philadelphie, pour le concert inaugural de l'orgue Wanamaker (Philadelphie) nouvellement agrandi. 15 000 personnes assistent à cet événement et autant sont refusées.
Par la suite, Courboin a continué à être l'un des interprètes préférés de l'organisation Wanamaker. Au cours de cette période, il donne plusieurs récitals dans les magasins de Philadelphie et de New York, ce dernier abritant un orgue Austin à quatre claviers qui fut grandement révisé et agrandi au début des années 1920 par le Wanamaker Organ Shop avec l'aide de Courboin (pour atteindre 115 jeux, 118 rangs et 7 422 tuyaux).
En 1926, Courboin est engagé par Rodman Wanamaker pour diriger la seconde expansion de l'instrument, maintenant ainsi sa position de plus grand orgue du monde. Bien qu'il ait servi sous la direction d'un comité présidé par Russell, les souhaits de Courboin ont été largement réalisés. Sa stature s'accroît encore à l'automne 1926, lorsque l'impatience de Wanamaker face aux retards des travaux l'amène à confier à Courboin la responsabilité de l'ensemble du projet. Pendant le mandat de Courboin, l'orgue Wanamaker s'est enrichi de la célèbre et vaste division des cordes, de la division orchestrale des anches Kimball et des flûtes, et de la division du grand chœur. Une division Stentor prévue n'a pas été construite, en raison de la mort de Rodman Wanamaker en 1928. Ce second élargissement se caractérise par l'ajout de jeux de même sonorité, tels que Vox Humanas, French Horns, Dulcianas, Muted Strings, etc. Pendant son mandat, la collaboration et l'amitié avec le facteur d'orgue Robert Pier Elliot ont conduit Rodman Wanamaker à parrainer les entreprises pour lesquelles Elliot a successivement travaillé, comme Kimball et Welte.

#### Cathédrale St Patrick
En 1928, Courboin est nommé sous-organiste à la Cathédrale St. Patrick, à New York. En 1943, il est promu directeur musical et organiste de la Cathédrale où il joue sur l'orgue Kilgen (4 claviers) à la conception duquel il a participé et qui est installé sous la direction de son prédécesseur, Pietro Yon.
Bien que Yon et Courboin soient tous deux d'excellents organistes, leurs approches de l'instrument est quelque peu différente. Yon est un excellent chanteur alors que Courboin est plutôt un organiste. En conséquence, la musique vocale a été quelque peu dépréciée pendant la période de Courboin, et St Patrick a été considéré comme une église d'organistes.
Néanmoins, en 1948, Courboin a formé un chœur de garçons de 50 voix dans la St. Ann's Academy sur la Lexington Avenue voisine. La chorale a fait ses débuts le 13 décembre 1948 et est devenue très populaire, probablement en raison de ses apparitions non religieuses et télévisées. En dépit de sa popularité, la chorale est dissoute sous Courboin une vingtaine d'années plus tard.
Pendant ses années à St Patrick (entre 1930 et 1940), Courboin est régulièrement invité à la radio NBC. Il est à l'antenne lors de l'annonce de l'attaque japonaise sur Pearl Harbor en 1941.

### Enseignant
Courboin a enseigné à l'Institut Peabody de Baltimore où il a eu plusieurs élèves doués, dont Richard Purvis, Virgil Fox, Claribel Thomson et Claire Coci. Frederick Swann a également étudié les œuvres de César Franck avec Courboin.

### Une aura nationale
Courboin joue les funérailles de Robert F. Kennedy en 1968. Sa popularité devient alors nationale. Il prend sa retraite cette même année. Il est remplacé par Edward Rivetti jusqu'à ce que John Grady soit nommé directeur de la musique à la Cathédrale St Patrick en 1970

#### Décorations
En 1921, Leopold Stokowski a remis à Courboin la "Couronne d'honneur" commandée par Rodman Wanamaker. Le roi Albert II lui a conféré la charge de Chevalier de l'ordre du roi Léopold II. En 1934, l'Université Temple lui a décerné un doctorat honorifique. Il a également reçu une médaille papale pour sa prestation devant le pape Paul VI en 1965.

### Passion pour l'automobile
En plus de ses compétences musicales, Courboin est titulaire d'un diplôme d'ingénieur ; c'est peut-être pour cette raison que Courboin a été tout au long de sa vie un grand amateur de moyens de transports rapides, de voitures, de bateaux et même d'avions alors en pleine mutation. Courboin est l'un des premiers organistes de sa génération à posséder une automobile et à un moment propriétaire d'une Stutz Bearcat équipée d'un moteur d'avion. Charles Marie Courboin est impliqué dans plusieurs accidents automobiles graves, dont certains ont affecté sa carrière d'organiste. Le plus grave d'entre eux s'est produit le 10 octobre 1926, alors qu'il rentrait en voiture de l'église presbytérienne de Hickory. Peu après minuit, alors qu'il roulait sur un grand boulevard, il a mal jugé la direction d'un tramway qui tournait à gauche et traversait sa route, et il s'est soudainement retrouvé incapable de s'arrêter. Le tramway est entré en collision avec la Lincoln, arrachant le marchepied et l'aile gauche de la voiture, brisant le pare-brise et démolissant le toit. Courboin a subi de graves lacérations au visage, s'est fracturé la mâchoire, a perdu quelques dents et a failli perdre la vie. Il a été hospitalisé pendant une semaine entière et a été contraint d'annuler ses concerts sur plusieurs mois.

### Mort
Courboin meurt le 13 avril 1973 à Manhattan, New York City. Le cardinal Terence James Cook a célébré ses funérailles en la Cathédrale St. Patrick, à Manhattan. Il n'y a pas eu de couverture médiatique.
Courboin a été enterré aux côtés de sa femme Mabel dans une parcelle du cimetière partagée par la famille de Firmin Swinnen, un éminent organiste belgo-américain et ami de longue date. Les deux familles utilisent les côtés opposés d'une pierre tombale commune. Une plaisanterie récurrente entre les deux familles concernait leur penchant pour une marque particulière de crème et leur insistance pour être enterrés avec plusieurs caisses. On ne sait pas s'ils ont pu réaliser ce projet.

## Héritage
Charles Marie Courboin est connu pour sa mémoire légendaire (comme Marcel Dupré). Il jouait le plus souvent par cœur. Représentant de l'école d'orgue symphonique américaine, il a fait preuve d'une sentimentalité non dissimulée. C'est l'un des premiers organistes à enregistrer pour RCA.